# Javier Sánchez Perona
Javier Sánchez Perona (País Vasco, 10 de agosto de 1973) es un investigador, científico y profesor universitario español.
Licenciado en Ciencia y Tecnología de los alimentos por la Universidad del País Vasco y doctor en Química por la Universidad de Sevilla, desde 1996 trabaja en el Instituto de la Grasa (IG-CSIC) del Consejo Superior de Investigaciones Científicas (CSIC), donde desde 2008 ejerce de científico titular, y desde 2015 como profesor asociado de la Universidad Pablo de Olavide (UPO) en Sevilla, donde imparte docencia en el Grado de Nutrición humana y Dietética. En el Instituto de la Grasa (IG-CSIC) se ocupa del estudio de los efectos de los aceites de la dieta en la salud humana. Más allá de su labor profesional es un apasionado de la comunicación científica y participa en numerosos eventos de divulgación científica. Su línea de investigación es la nutrición y el metabolismo de los lípidos y se ocupa de descubrir los mecanismos por los que las grasas de la dieta afectan a diversas situaciones fisiopatológicas, como son la ateroesclerosis y la obesidad. Numerosos estudios que relacionan el consumo de alimentos ultraprocesados con patologías del metabolismo y del corazón, como la diabetes, la cardiopatía isquémica o el accidente cerebrovascular. Asimismo, también se establecieron relaciones sólidas entre la dieta y las enfermedades neurodegenerativas como la enfermedad de Alzheimer. En su último libro "Qué sabemos de los alimentos ultraprocesados", Sánchez Perona explora los efectos nocivos de estos productos que se inician en el mismo momento de la ingesta, y propone algunas posibles soluciones para que nos sea más fácil elegir comer mejor.